# Hakfortbrug
De Hakfortbrug (brug 1065) is een bouwkundig en artistiek kunstwerk in Amsterdam-Zuidoost.

## Bouwkundig
Het bouwwerk werd opgeleverd als viaduct in de Karspeldreef over het Abcouderpad. Het is het resultaat van de gescheiden verkeersstromen die de gemeente Amsterdam voor ogen had. De dreef ligt daarbij op een dijklichaam; het voet- en fietspad op maaiveldniveau. Er werd ter plaatse gekozen voor een langgerekt viaduct van 53 meter.
Het ontwerp van het viaduct was in handen van Dirk Sterenberg van de Dienst der Publieke Werken. Hij moest destijds een hele reeks bruggen ontwerpen en kwam met een serieachtig ontwerp. Er zijn overeenkomsten met andere bruggen van hem in leuningen, randplaten, betonnen blokken op het brugdek. Opvallendst is echter het door hem ontworpen schakelkastje, dat hij liet inpassen in de tegelwandlijnen; ook zijn er ondersteuningen voor lantaarns die buiten het brukdek zijn gehouwen. Dit viaduct valt bovendien op door veelhoekige brugpijlers; Sterenberg was ook beeldhouwer.

## Artistiek
Na de hevige sanering van Amsterdam Zuidoost vond met dit viaduct duister en somber; er was te veel grauw beton te zien. Het werd daarom in 2014 opgefleurd met abstract werk van de Braziliaanse kunstenaar Gais Ama. Hij was daarvoor verantwoordelijk voor de beschildering van soortgelijke objecten in Rio de Janeiro. Hij combineert daarbij geometrische met organische figuren.

## Naam
De naam van de brug refereert aan de in de buurt liggende straat en honingraatflat Hakfort, die vernoemd werd naar Kasteel Hackfort bij Vorden van de 16e eeuwse ridder Berend van Hackfort.

## Afbeeldingen

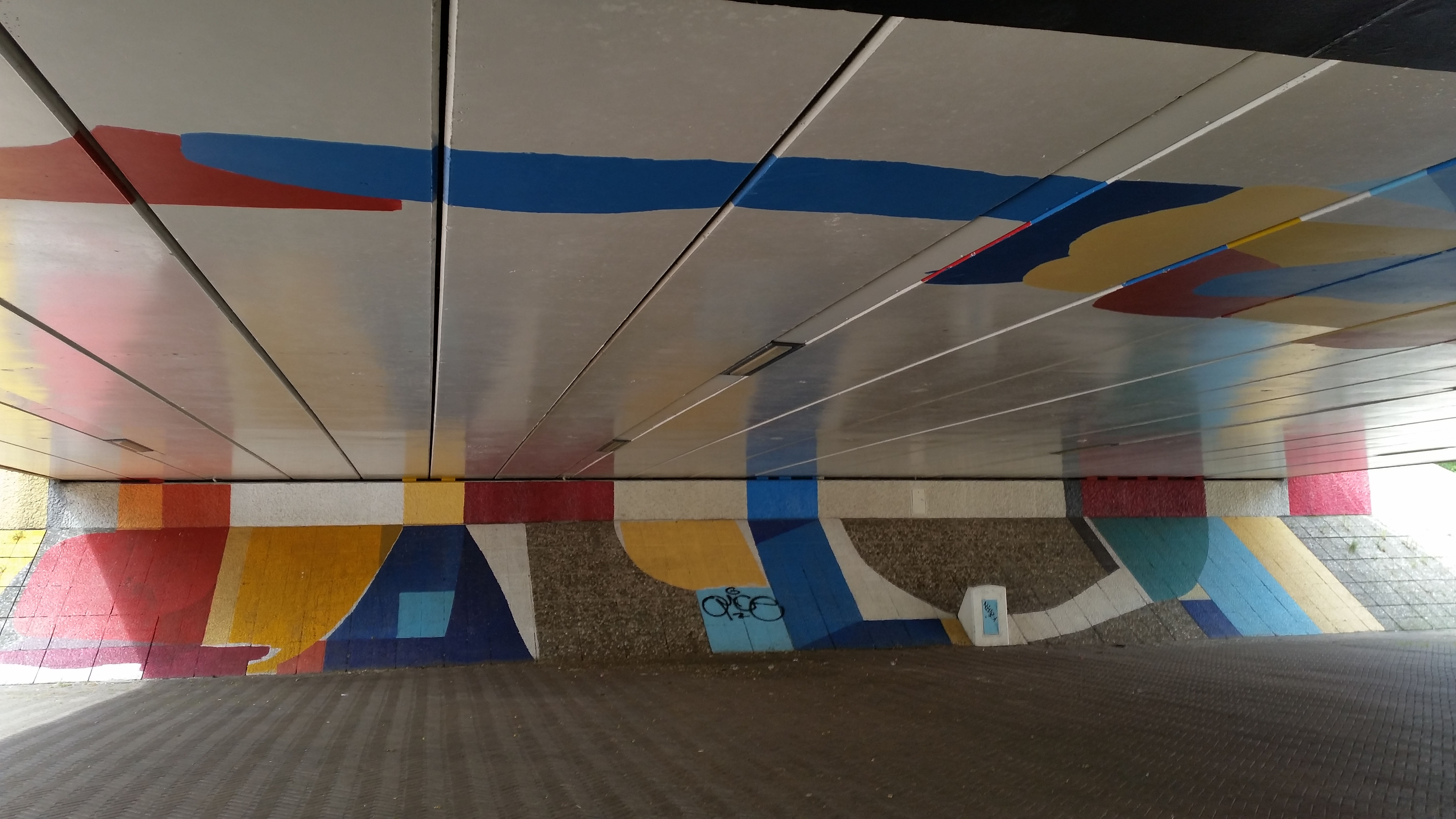
Beschilderingen van Ama met schakelkast van Sterenberg (juli 2020)
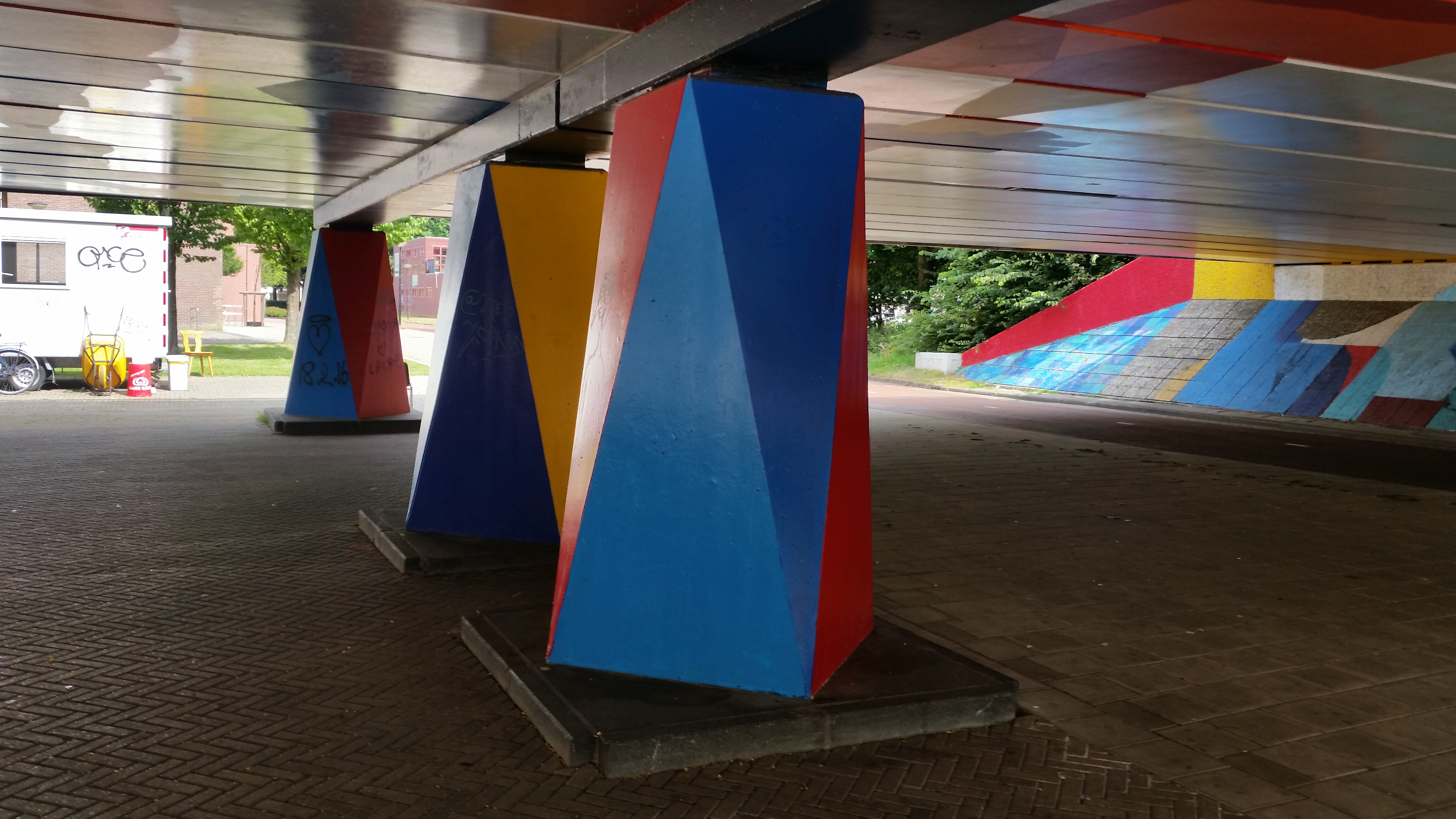
Veelhoekige pijlers (juli 2020)
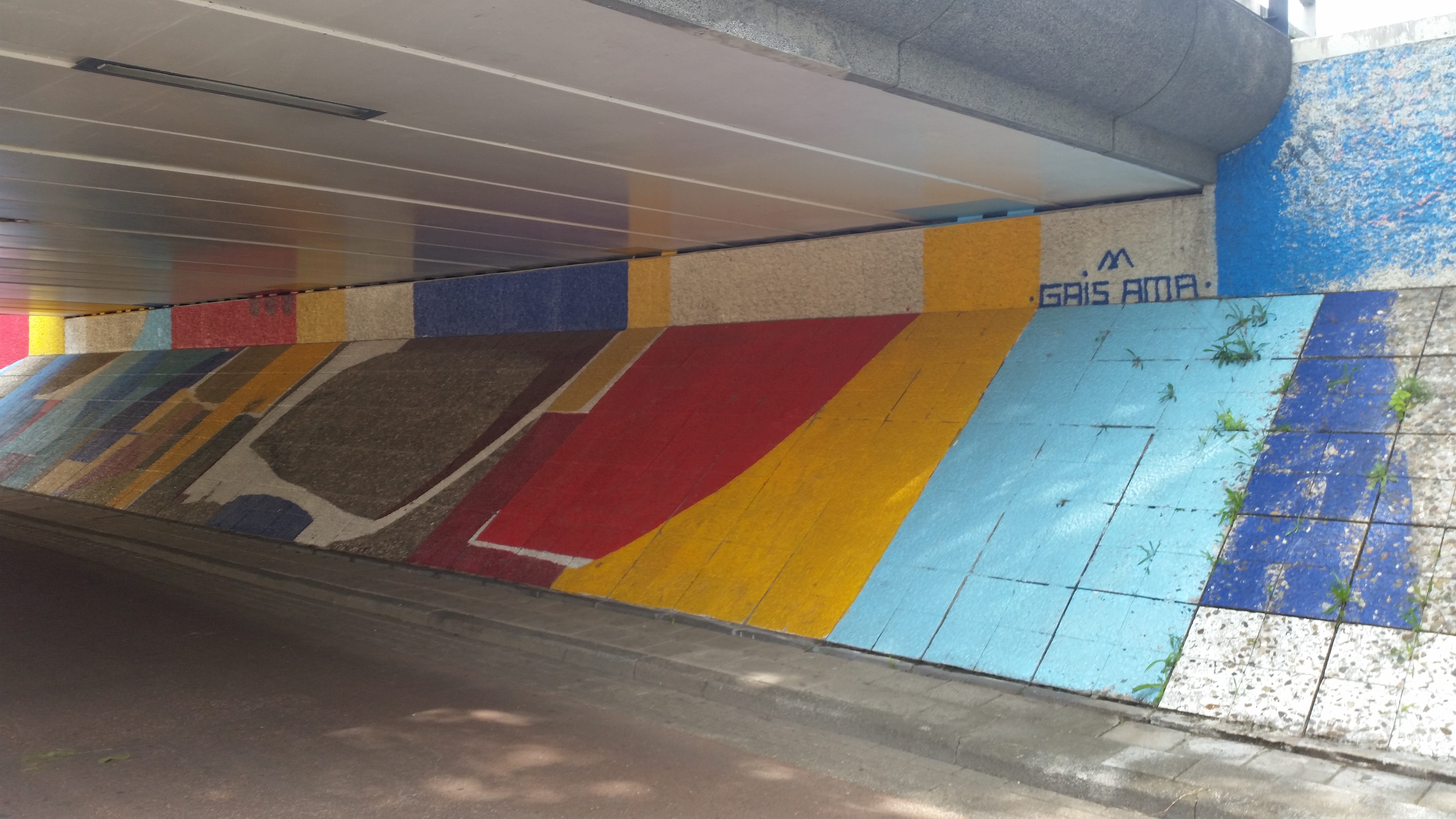
Gais Ama (juli 2020)
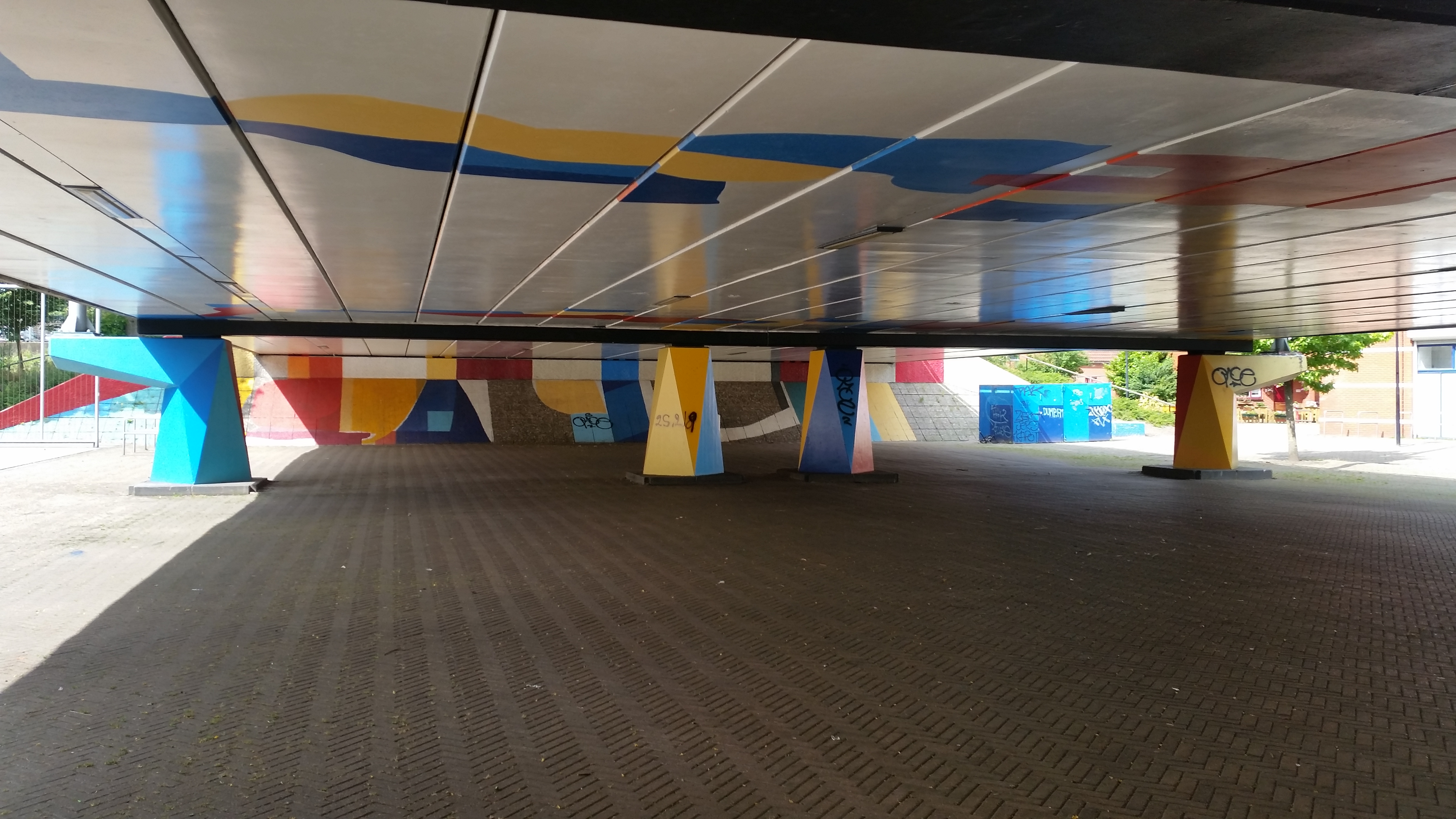
Liggebrug (kuli 2020)

<<< · 1000 · 1001 · 1002 · 1003 · 1004 · 1005 · 1006 · 1007 · 1008 · 1009 · 1010 · 1011 · 1012 · 1013 · 1014 · 1018 · 1028 · 1029 · 1030 · 1032 · 1033 · 1034 · 1035 · 1036 · 1037 · 1038 · 1039 · 1040 · 1041 · 1044 · 1045 · 1046 · 1048 · 1049 · 1050 · 1051 · 1062 · 1063 · 1064 · 1065 · 1066 · 1067 · 1076 · 1077 · 1078 · 1083 · 1090 · 1092 · 1093 · 1094 · 1095 · 1096 · 1097 · 1098 · 1099 · >>>
Brugnummers  1015, 1016, 1017, 1019, 1020, 1021, 1022, 1023, 1024, 1025, 1026, 1027, 1031, 1042, 1043, 1047, 1052/1053 (niet gebouwd), 1054, 1055, 1056, 1057, 1058, 1059, 1060, 1061, 1068, 1069-1075, 1079, 1080, 1081, 1082, 1084-1088, 1089 en 1091 (onbekend) zijn niet meer vergeven. De meesten daarvan zijn gesloopt in verband met sanering Zuidoost. Alle bruggen lagen en liggen in Zuidoost behalve bruggen 1000 en 1002.